# 吴琼 (曲棍球运动员)
吴琼（1989年4月28日—），中国女子曲棍球運動員，亦為中国国家女子曲棍球队成員。

## 簡歷
2002年，吴琼从内蒙古自治区呼伦贝尔市莫旗民族中学进入甘肃女子曲棍球队。2015年12月，她代表中国国家队参加世界联赛总决赛获第四名；2016年4月代表国家队参加八国邀请赛获第四名。
2016年，吴琼代表中国出戰巴西里约热内卢舉行的奥林匹克运动会女子曲棍球比賽。中国队最終排名小组第五位，无缘八强。